# Natação nos Jogos Olímpicos de Verão de 1964
A natação nos Jogos Olímpicos de Verão de 1964 foi realizada em Tóquio, no Japão, com dezoito eventos disputados, dez para homens e oito para mulheres.

## Eventos da natação
Masculino: 100 metros livre | 400 metros livre | 1500 metros livre | 200 metros costas | 200 metros peito | 200 metros borboleta | 400 metros medley | 4x100 metros livre | 4x200 metros livre | 4x100 metros medley

Feminino: 100 metros livre | 400 metros livre | 100 metros costas | 200 metros peito | 100 metros borboleta | 400 metros medley | 4x100 metros livre | 4x100 metros medley

## Masculino

### 100 metros livre masculino
| Pos. | País                     | Atletas            | Tempo  |
| ---- | ------------------------ | ------------------ | ------ |
|      | Estados Unidos (USA)     | Don Schollander    | 53.4 s |
|      | Grã-Bretanha (GBR)       | Robert McGregor    | 53.5 s |
|      | Equipe Alemã Unida (EUA) | Hans-Joachim Klein | 54.0 s |

Final:
1. USA Don Schollander, 53.4
2. GBR Robert McGregor, 53.5
3. EUA Hans-Joachim Klein, 54.0
4. USA Gary Illman, 54.0
5. FRA Alain Gottvallès, 54.2
6. USA Mike Austin, 54.5
7. HUN Gyula Dobay, 54.9
8. EUA Uwe Jacobsen, 56.1

### 400 metros livre masculino
| Pos. | País                     | Atletas         | Tempo  |
| ---- | ------------------------ | --------------- | ------ |
|      | Estados Unidos (USA)     | Don Schollander | 4:12.2 |
|      | Equipe Alemã Unida (EUA) | Frank Wiegand   | 4:14.9 |
|      | Austrália (AUS)          | Allan Wood      | 4:15.1 |

Final:
1. USA Don Schollander, 4:12.2 (WR)
2. EUA Frank Wiegand, 4:14.9
3. AUS Allan Wood, 4:15.1
4. USA Roy Saari, 4:16.7
5. USA John Nelson, 4:16.9
6. JPN Tsuyoshi Yamanaka, 4:19.1
7. AUS Russell Phegan, 4:20.2
8. URS Semyon Belits-Geyman, 4:21.4

### 1500 metros livre masculino
| Pos. | País                 | Atletas     | Tempo   |
| ---- | -------------------- | ----------- | ------- |
|      | Austrália (AUS)      | Bob Windle  | 17:01.7 |
|      | Estados Unidos (USA) | John Nelson | 17:03.0 |
|      | Austrália (AUS)      | Allan Wood  | 17:07.7 |

Final:
1. AUS Bob Windle, 17:01.7
2. USA John Nelson, 17:03.0
3. AUS Allan Wood, 17:07.7
4. USA William Farley, 17:18.2
5. AUS Russell Phegan, 17:22.4
6. JPN Sueaki Sasaki, 17:25.3
7. USA Roy Saari, 17:29.2
8. HUN József Katona, 17:30.8

### 200 metros costas masculino
| Pos. | País                 | Atletas        | Tempo  |
| ---- | -------------------- | -------------- | ------ |
|      | Estados Unidos (USA) | Jed Graef      | 2:10.3 |
|      | Estados Unidos (USA) | Gary Dilley    | 2:10.5 |
|      | Estados Unidos (USA) | Robert Bennett | 2:13.1 |

Final:
1. USA Jed Graef, 2:10.3 (WR)
2. USA Gary Dilley, 2:10.5
3. USA Robert Bennett, 2:13.1
4. JPN Shigeo Fukushima, 2:13.2
5. EUA Ernst-Joachim Küppers, 2:15.7
6. URS Viktor Mazanov, 2:15.9
7. CAN Ralph Hutton, 2:15.9
8. AUS Peter Reynolds, 2:16.6

### 200 metros peito masculino
| Pos. | País                  | Atletas           | Tempo  |
| ---- | --------------------- | ----------------- | ------ |
|      | Austrália (AUS)       | Ian O'Brien       | 2:27.8 |
|      | União Soviética (URS) | Georgi Prokopenko | 2:28.2 |
|      | Estados Unidos (USA)  | Chest Jastremski  | 2:29.6 |

Final:
1. AUS Ian O'Brien, 2:27.8 (WR)
2. URS Georgi Prokopenko, 2:28.2
3. USA Chest Jastremski, 2:29.6
4. URS Aleksandr Tutakaevi, 2:31.0
5. EUA Egon Henninger, 2:31.1
6. JPN Osamu Tsurumine, 2:33.6
7. USA Wayne Anderson, 2:35.0
8. URS Vladimir Kosinsky, 2:38.1

### 200 metros borboleta masculino
| Pos. | País                 | Atletas      | Tempo  |
| ---- | -------------------- | ------------ | ------ |
|      | Austrália (AUS)      | Kevin Berry  | 2:06.6 |
|      | Estados Unidos (USA) | Carl Robie   | 2:07.5 |
|      | Estados Unidos (USA) | Fred Schmidt | 2:09.3 |

Final:
1. AUS Kevin Berry, 2:06.6 (WR)
2. USA Carl Robie, 2:07.5
3. USA Fred Schmidt, 2:09.3
4. USA Philip Riker, 2:11.0
5. URS Valentin Kuzmin, 2:11.3
6. JPN Yoshinori Kadonaga, 2:12.6
7. AUS Brett Hill, 2:12.8
8. CAN Daniel Sherry, 2:14.6

### 400 metros medley masculino
| Pos. | País                     | Atletas      | Tempo  |
| ---- | ------------------------ | ------------ | ------ |
|      | Estados Unidos (USA)     | Richard Roth | 4:45.4 |
|      | Estados Unidos (USA)     | Roy Saari    | 4:47.1 |
|      | Equipe Alemã Unida (EUA) | Gerhard Hetz | 4:51.0 |

Final:
1. USA Richard Roth, 4:45.4  (WR)
2. USA Roy Saari, 4:47.1
3. EUA Gerhard Hetz, 4:51.0
4. USA Carl Robie, 4:51.4
5. CAN Sandy Gilchrist, 4:57.6
6. NED Jan Jiskoot, 5:01.9
7. HUN György Kosztolánczy, 5:01.9
8. AUS Terry Buck, 5:03.0

### 4x100 metros livre masculino
| Pos. | País                     | Atletas                                                     | Tempo  |
| ---- | ------------------------ | ----------------------------------------------------------- | ------ |
|      | Estados Unidos (USA)     | Stephen Clark Michael Austin Gary Ilman Don Schollander     | 3:33.2 |
|      | Equipe Alemã Unida (EUA) | Horst Löffler Frank Wiegand Uwe Jacobsen Hans-Joachim Klein | 3:37.2 |
|      | Austrália (AUS)          | David Dickson Peter Doak John Ryan Bob Windle               | 3:39.1 |

Final:
1. Estados Unidos (Stephen Clark, Michael Austin, Gary Ilman, Don Schollander), 3:33.2 (WR)
2. Equipe Alemã Unida (Horst Löffler, Frank Wiegand, Uwe Jacobsen, Hans-Joachim Klein), 3:37.2
3. Austrália (David Dickson, Peter Doak, John Ryan, Bob Windle), 3:39.7
4. Japão (Kunihiro Iwasaki, Tadaharu Goto, Tatsuo Fujimoto, Yukiaki Okabe), 3:40.5
5. Suécia (Bengt Nordvall, Lester Eriksson, Jan Lundin, Per-Ola Lindberg), 3:40.7
6. União Soviética (Viktor Mazanov, Vladimir Sjoevalov, Viktor Semtsjenkov, Joeri Soemtsov), 3:42.1
7. Reino Unido (Robert Lord, John Martin-Dye, Peter Kendrew, Robert McGregor), 3:42.6
8. França (Alain Gottvalles, Gérard Gropaiz, Pierre Canavese, Jean-Pascal Curtillet), DSQ

### 4x200 metros livre masculino
| Pos. | País                     | Atletas                                                            | Tempo  |
| ---- | ------------------------ | ------------------------------------------------------------------ | ------ |
|      | Estados Unidos (USA)     | Stephen Clark Roy Saari Gary Ilman Don Schollander                 | 7:52.1 |
|      | Equipe Alemã Unida (EUA) | Horst-Günther Gregor Gerhard Hetz Frank Wiegand Hans-Joachim Klein | 7:59.3 |
|      | Japão (JPN)              | Makoto Fukui Kunihiro Iwasaki Toshio Shoji Yukiaki Okabe           | 8:03.8 |

Final:
1. Estados Unidos (Stephen Clark, Roy Saari, Gary Ilman, Don Schollander), 7:52.1 (WR)
2. Equipe Alemã Unida (Horst-Günther Gregor, Gerhard Hetz, Frank Wiegand, Hans-Joachim Klein), 7:59.3
3. Japão (Makoto Fukui, Kunihiro Iwasaki, Toshio Shoji, Yukiaki Okabe), 8:03.8
4. Austrália (David Dickson, Allan Wood, Peter Doak, Bob Windle), 8:06.6
5. Suécia (Mats Svensson, Lester Eriksson, Hans Rosendahl, Jan Lundin), 8:08.0
6. França (Jean-Pascal Curtillet, Pierre Canavese, Francis Luyce, Alain Gottvalles), 8:08.7
7. União Soviética (Semjon Belits-Geiman, Vladimir Berezin, Aleksandr Paramonov, Jevgeni Novikov), 8:15.1
8. Itália (Sergio De Gregorio, Bruno Bianchi, Giovanni Orlando, Pietro Boscaini), 8:18.1

### 4x100 metros medley masculino
| Pos. | País                     | Atletas                                                              | Tempo  |
| ---- | ------------------------ | -------------------------------------------------------------------- | ------ |
|      | Estados Unidos (USA)     | Harold Mann William Craig Frederick Schmidt Stephen Clark            | 3:58.4 |
|      | Equipe Alemã Unida (EUA) | Ernst Küppers Egon Henninger Horst-Günther Gregor Hans-Joachim Klein | 4:01.6 |
|      | Austrália (AUS)          | Peter Reynolds Ian O'Brien Kevin Berry David Dickson                 | 4:02.3 |

Final:
1. Estados Unidos (Harold Mann, William Craig, Frederick Schmidt, Stephen Clark), 3:58.4 (WR)
2. Equipe Alemã Unida (Ernst Küppers, Egon Henninger, Horst-Günther Gregor, Hans-Joachim Klein), 4:01.6
3. Austrália (Peter Reynolds, Ian O'Brien, Kevin Berry, David Dickson), 4:02.3
4. União Soviética (Viktor Mazanov, Georgi Prokopenko, Valentin Koezmin, Vladimir Sjoevalov), 4:04.2
5. Japão (Shigeo Fukushima, Kenji Ishikawa, Isao Nakajima, Yukiaki Okabe), 4:06.6
6. Hungria (József Csikány, Ferenc Lenkei, József Gulrich, Gyula Dobai), 4:08.5
7. Itália (Chiaffredo Rora, Gian Corrado Gross, Giampiero Fossali, Pietro Boscaini), 4:10.3
8. Reino Unido (Geoffrey Thwaites, Neil Nicholson, Brian Jenkins, Robert McGregor), 4:11.4

## Feminino

### 100 metros livre feminino
| Pos. | País                 | Atletas        | Tempo  |
| ---- | -------------------- | -------------- | ------ |
|      | Austrália (AUS)      | Dawn Fraser    | 59.5   |
|      | Estados Unidos (USA) | Sharon Stouder | 59.9   |
|      | Estados Unidos (USA) | Kathy Ellis    | 1:00.8 |

Final:
1. AUS Dawn Fraser, 59.5
2. USA Sharon Stouder, 59.9
3. USA Kathy Ellis, 1:00.8
4. NED Erica Terpstra, 1:01.8
5. CAN Marion Lay, 1:02.2
6. HUN Csilla Madarász-Bajnogel-Dobai, 1:02.4
7. SWE Ann-Christine Hagberg, 1:02.5
8. AUS Lyn Bell, 1:02.7

### 400 metros livre feminino
| Pos. | País                 | Atletas            | Tempo  |
| ---- | -------------------- | ------------------ | ------ |
|      | Estados Unidos (USA) | Ginny Duenkel      | 4:43.3 |
|      | Estados Unidos (USA) | Marilyn Ramenofsky | 4:44.6 |
|      | Estados Unidos (USA) | Therri Stickles    | 4:47.2 |

Final:
1. USA Ginny Duenkel, 4:43.3
2. USA Marilyn Ramenofsky, 4:44.6
3. USA Therri Stickles, 4:47.2
4. AUS Dawn Fraser, 4:47.6
5. CAN Jane Hughes, 4:50.9
6. GBR Liz Long, 4:52.0
7. AUS Kim Herford, 4:52.9
8. SWE Ann-Charlotte Lilja, 4:56.0

### 100 metros costas feminino
| Pos. | País                 | Atletas        | Tempo  |
| ---- | -------------------- | -------------- | ------ |
|      | Estados Unidos (USA) | Cathy Ferguson | 1:07.7 |
|      | França (FRA)         | Kiki Caron     | 1:07.9 |
|      | Estados Unidos (USA) | Ginny Duenkel  | 1:08.0 |

Final:
1. USA Cathy Ferguson, 1:07.7 (WR)
2. FRA Kiki Caron, 1:07.9
3. USA Ginny Duenkel, 1:08.0
4. JPN Satoko Tanaka, 1:08.6
5. USA Nina Harmer, 1:09.4
6. GBR Linda Ludgrove, 1:09.5
7. CAN Eileen Weir, 1:09.8
8. GBR Jill Norfolk, 1:10.2

### 200 metros peito feminino
| Pos. | País                  | Atletas                  | Tempo  |
| ---- | --------------------- | ------------------------ | ------ |
|      | União Soviética (URS) | Galina Prozumenshchikova | 2:46.4 |
|      | Estados Unidos (USA)  | Claudia Kolb             | 2:47.6 |
|      | União Soviética (URS) | Svetlana Babanina        | 2:48.6 |

Final:
1. URS Galina Prozumenshchikova, 2:46.4
2. USA Claudia Kolb, 2:47.6
3. URS Svetlana Babanina, 2:48.6
4. GBR Stella Mitchell, 2:49.0
5. GBR Jill Slattery, 2:49.6
6. EUA Bärbel Grimmer, 2:51.0
7. NED Klenie Bimolt, 2:51.3
8. EUA Ursula Küper, 2:53.9

### 100 metros borboleta feminino
| Pos. | País                 | Atletas        | Tempo  |
| ---- | -------------------- | -------------- | ------ |
|      | Estados Unidos (USA) | Sharon Stouder | 1:04.7 |
|      | Países Baixos (NED)  | Ada Kok        | 1:05.6 |
|      | Estados Unidos (USA) | Kathy Ellis    | 1:06.0 |

Final:
1. USA Sharon Stouder, 1:04.7 (WR)
2. NED Ada Kok, 1:05.6
3. USA Kathy Ellis, 1:06.0
4. FIN Eila Pyrhönen, 1:07.3
5. USA Donna de Varona, 1:08.0
6. EUA Heike Hustede-Nagel, 1:08.5
7. JPN Eiko Takahashi, 1:09.1
8. CAN Mary Beth Stewart, 1:10.0

### 400 metros medley feminino
| Pos. | País                 | Atletas         | Tempo  |
| ---- | -------------------- | --------------- | ------ |
|      | Estados Unidos (USA) | Donna de Varona | 5:18.7 |
|      | Estados Unidos (USA) | Sharon Finneran | 5:24.1 |
|      | Estados Unidos (USA) | Martha Randall  | 5:24.2 |

Final:
1. USA Donna de Varona, 5:18.7
2. USA Sharon Finneran, 5:24.1
3. USA Martha Randall, 5:24.2
4. EUA Veronika Holletz, 5:25.6
5. AUS Linda McGill, 5:28.4
6. NED Betty Heukels, 5:30.3
7. GBR Anita Lonsbrough, 5:30.5
8. HUN Márta Egerváry, 5:38.4

### 4x100 metros livre feminino
| Pos. | País                 | Atletas                                                                 | Tempo  |
| ---- | -------------------- | ----------------------------------------------------------------------- | ------ |
|      | Estados Unidos (USA) | Sharon Stouder Donna de Varona Lillian Watson Kathleen Ellis            | 4:03.8 |
|      | Austrália (AUS)      | Robyn Thorn Janice Murphy Lynette Bell Dawn Fraser                      | 4:06.9 |
|      | Países Baixos (NED)  | Pauline van der Wildt Toos Beumer Winnie van Weerdenburg Erica Terpstra | 4:12.0 |

Final:
1. Estados Unidos (Sharon Stouder, Donna de Varona, Lillian Watson, Kathleen Ellis), 4:03.8 (WR)
2. Austrália (Robyn Thorn, Janice Murphy, Lynette Bell, Dawn Fraser), 4:06.9
3. Países Baixos (Pauline van der Wildt, Toos Beumer, Winnie van Weerdenburg, Erica Terpstra), 4:12.0
4. Hungria (Judit Turóczy, Eva Erdélyi, Katalin Takacs, Csilla Dobai-Madarász), 4:12.1
5. Suécia (Ann-Charlott Lilja, Katrin Andersson, Ulla Jäfvert, Ann Hagberg), 4:14.0
6. Equipe Alemã Unida (Martina Grunert, Traudi Beierlein, Rita Schumacher, Heidi Pechstein), 4:15.0
7. Canadá (Mary Stewart, Patricia Thompson, Helen Kennedy, Marion Lay), 4:15.9
8. Itália (Paola Saini, Maria Cristina Pacifici, Mara Sacchi, Daniela Beneck), 4:17.2

### 4x100 metros medley feminino
| Pos. | País                  | Atletas                                                                | Tempo  |
| ---- | --------------------- | ---------------------------------------------------------------------- | ------ |
|      | Estados Unidos (USA)  | Cathy Ferguson Cynthia Goyette Sharon Stouder Kathleen Ellis           | 4:33.9 |
|      | Países Baixos (NED)   | Kornelia Winkel Clena Bimolt Ada Kok Erica Terpstra                    | 4:37.0 |
|      | União Soviética (URS) | Tatyana Savelyeva Svetlana Babanina Tatyana Devyatova Natalya Ustinova | 4:39.2 |

Final:
1. Estados Unidos (Cathy Ferguson, Cynthia Goyette, Sharon Stouder, Kathleen Ellis), 4:33.9 (WR)
2. Países Baixos (Kornelia Winkel, Clena Bimolt, Ada Kok, Erica Terpstra), 4:37.0
3. União Soviética (Tatyana Savelyeva, Svetlana Babanina, Tatyana Devyatova, Natalya Ustinova), 4:39.2
4. Japão (Satoko Tanaka, Noriko Yamamoto, Elko Takahashi, Michiko Kihara), 4:42.0
5. Reino Unido (Jill Norfolk, Stella Mitchell, Mary Anne Cotterill, Elizabeth Long), 4:45.8
6. Canadá (Eileen Weir, Marion Lay, Mary Stewart, Helen Kennedy), 4:49.9
7. Equipe Alemã Unida (Ingrid Schmidt, Bärbel Grimmer, Heike Hustede, Martina Grunert), DSQ
8. Hungria (Mária Balla, Zsuzsa Kovács, Márta Egerváry, Csilla Dobai-Madarász), DSQ

## Quadro de medalhas da natação
| Ordem | País                   | Medalha de ouro | Medalha de prata | Medalha de bronze | Total |
| ----- | ---------------------- | --------------- | ---------------- | ----------------- | ----- |
| 1     | USA Estados Unidos     | 13              | 8                | 8                 | 29    |
| 2     | AUS Austrália          | 4               | 1                | 4                 | 9     |
| 3     | URS União Soviética    | 1               | 1                | 2                 | 4     |
| 4     | EUA Equipe Alemã Unida | 0               | 4                | 2                 | 6     |
| 5     | NED Países Baixos      | 0               | 2                | 1                 | 3     |
| 6     | GBR Grã-Bretanha       | 0               | 1                | 0                 | 1     |
| 6     | FRA França             | 0               | 1                | 0                 | 1     |
| 8     | JPN Japão              | 0               | 0                | 1                 | 1     |